# Ardour
Ardour är ett fritt ljudredigeringsprogram under licensen GPL-2.0-or-later. Programmet används på operativsystemet Linux, Mac och Windows, men är mest populär på Linux.
Programmet kan importera och exportera många olika ljud-format.
Ljud kan spelas in, redigeras och mixas.
Det finns en ångra-funktion som kan användas obegränsat många gånger.
Antalet spår/bussar/plugins är obegränsat.
Funktionaliteten i Ardour påstås möta upp professionella krav.